# MTV Pulse
MTV Pulse était une chaîne de télévision musicale appartenant à Viacom International Media Networks France, la chaîne en mode Pop-Rock, dédiée à la génération Pop/Rock 15-35 ans. MTV Pulse a cessé d'émettre en France le 17 novembre 2015, en même temps que MTV Idol et MTV Base, laissant place à la version Française de MTV Hits et au service My MTV.

## Historique
Créée en novembre 2005 uniquement pour la France, MTV Pulse diffuse émissions musicales et générationnelles Pop/Rock (aussi Metal, Punk, Soul, Alternatif...) : des lives, des interviews et des programmes spéciaux entièrement dédiés à cet univers musical.
Avec MTV, MTV Base et MTV Idol, MTV Pulse fait alors partie du bouquet de chaînes musicales no 1 en France sur les 15-24 ans.
La chaîne est disponible depuis le 20 octobre 2009 sur la PlayStation Portable et la PlayStation Portable Go.
La chaîne cesse d'émettre le 17 novembre 2015 et est remplacée par MTV Hits et le service MyMTV.

## Identité visuelle (logo)

Logo du 30 novembre 2005 au 23 novembre 2009.
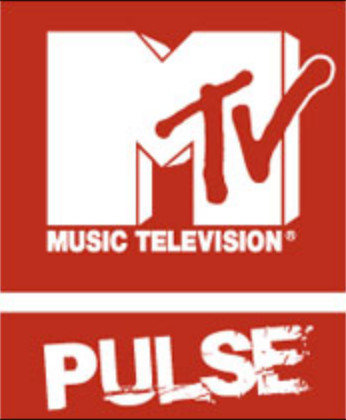
Logo du 23 novembre 2009 au 1er juillet 2011.
Logo du 1er juillet 2011 au 30 septembre 2013.
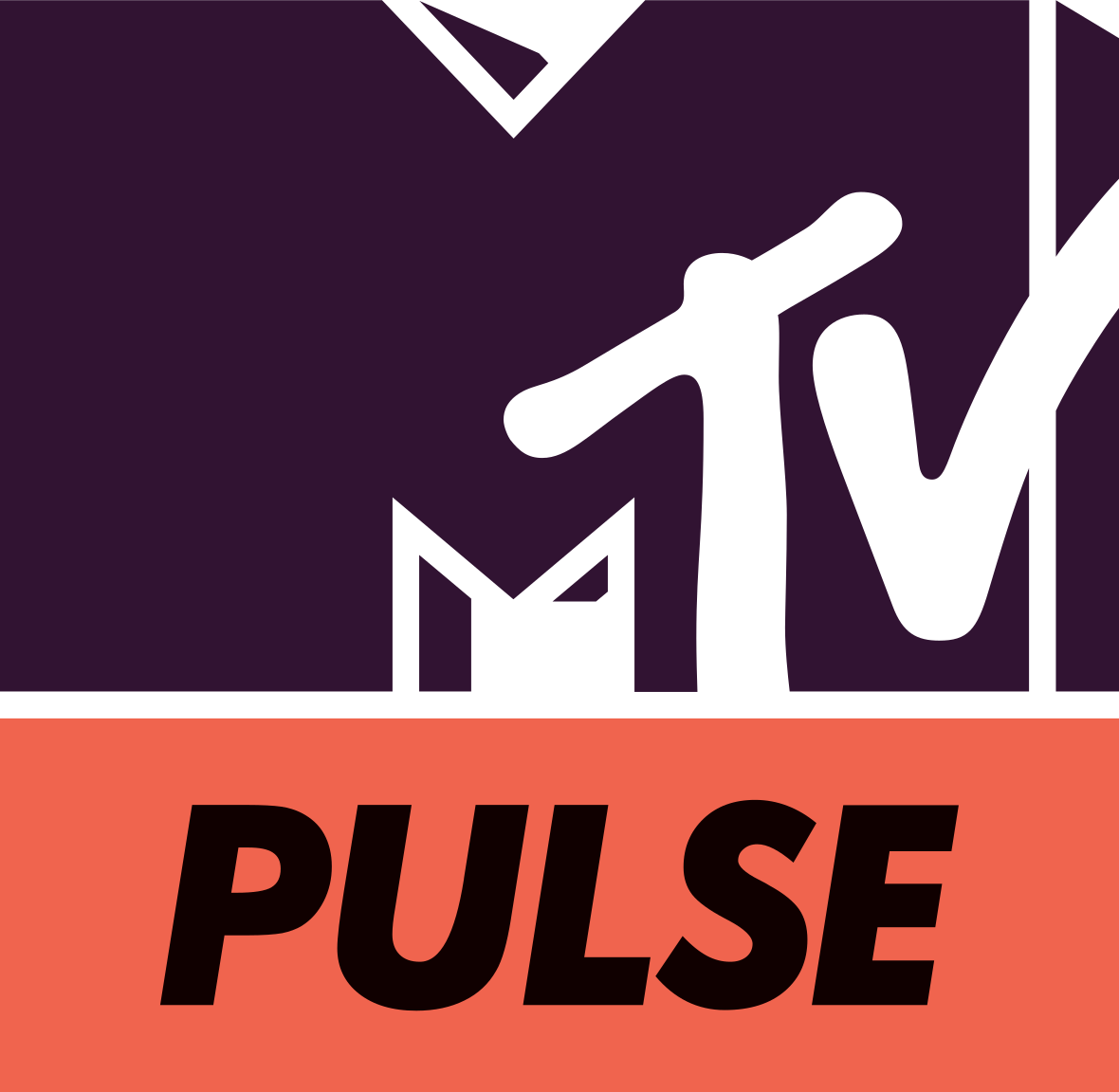
Logo du 1er octobre 2013 au 17 novembre 2015.

## Programmes phares

### Productions
- En mode ... (anciennement "À Bloc ..."): Les monuments du Rock et les bêtes de scènes viennent faire leur programmation de clips dans les studios de MTV Pulse.
- Hits Pulse ("Summer Hits" en été) : Diffusions des récents tubes Pop & Rock, et parfois moins récents mais ayant eu du succès, à ces moments il est mentionné "Classic" en haut à droite de l'écran.
- Retour Rapide : Cette émission passe toujours 2 titres de certains artistes à la suite pour montrer les changements dans leur style musical (ce sont habituellement leur premier single et leur dernier, mais éventuellement le premier et le dernier extraits d'un album).

### Émissions
- Les Live de MTV Pulse/MTV World Stage : concerts et festivals de Rock français et internationaux.
- Jackass : L’émission culte animée par Johnny Knoxville qui met en scène aventures improbables et cascades périlleuses (diffusion après 22h30).
- Viva La Bam : Cette émission tourne autour de Bam Margera, ancien membre de la bande des Jackass, accompagné de ses acolytes également pour la plupart d'anciens Jackass. Les principales victimes de la bande sont April et Phil Margera, les parents et Don Vito, l'oncle de Bam.
- Punk'd : Stars piégées : En leur tendant des pièges en caméra cachée, l'équipe de Punk'd, dirigée par Ashton Kutcher, terrorise les stars hollywoodiennes telles que Nelly Furtado, ou Britney Spears.
- En mille morceaux : émission basée sur des vidéos de blessures graves à la suite de cascades de sports freestyle et freeride (skate, BMX, VTT...) présentée par Jacoby Shaddix (chanteur du groupe Papa Roach)
- Les Papas du Rock : Cette émission rediffuse les clips des groupes ayant façonné le monde actuel du Rock, tels qu'Aerosmith ou Kiss.
- Clip Kangourou
- Les petits concerts MTV Pulse : petits concerts privés qui ont lieu chez des personnes ayant participé à un concours organisé pour cette emission
- Les petits concerts MTV Base : petits concerts privés qui ont lieu chez des personnes ayant participé à un concours organisé pour cette emission
- Les petits concerts MTV Idol : petits concerts privés qui ont lieu chez des personnes ayant participé à un concours organisé pour cette emission